# Principios de las Naciones Unidas para la Restructuración de Deudas Soberanas
Los Principios de las Naciones Unidas para la Restructuración de Deudas Soberanas es una resolución de las Naciones Unidas aprobado por la Resolución 69/319 de la Asamblea General del 10 de septiembre de 2015. Los principios fueron propuestos por la Argentina y resultaron aprobados por una amplia mayoría de 136 votos a favor, 6 en contra y 41 abstenciones.
La norma establece nueve principios básicos que deben ser respetados en los procesos de reestructuración de deudas soberanas: soberanía, buena fe, transparencia, imparcialidad, trato equitativo, inmunidad soberana, legitimidad, sostenibilidad y mayoría.

## Los nueve principios
1. Soberanía. El principio de soberanía reconoce el derecho de los Estados a reestructurar discrecionalmente sus deudas, siempre que sea como último recurso y preservando desde el inicio los derechos de los acreedores.
2. Buena fe. El principio de buena fe establece la obligación de negociar constructivamente.
'3. Transparencia. El principio de la transparencia establece la obligación de rendir cuentas, compartir datos y dar  conocer los procesos.
4. Imparcialidad. El principio de la imparcialidad exige que todas las instituciones y agentes que pudieran estar involucrados se abstengan de operar e influir en el proceso.
5. Trato equitativo. El principio del trato equitativo impone la obligación de no discriminar arbitrariamente a los acreedores.
6. Inmunidad soberana. El principio de inmunidad soberana es un derecho de los Estados ante los tribunales internos extranjeros.
7. Legitimidad. El principio de legitimidad establece la obligación de respetar los requisitos de inclusión y el Estado
de derecho.
8. Sostenibilidad. El principio de sostenibilidad establece el mandato de crear una situación de endeudamiento estable en el Estado deudor, que preserve el crecimiento económico sostenido e inclusivo y el desarrollo sostenible, minimice los costos económicos y sociales y respete los derechos humanos.
9. Mayoría. El principio de mayoría establece la necesidad de aprobar los acuerdos por una mayoría cualificada de los acreedores, y la obligación de las minorías y otros Estados de no obstculizar el proceso y respetar las decisiones mayoritarias.

## Contexto
El proyecto de resolución aprobado fue presentado por Argentina luego de que un juzgado de Nueva York a cargo del juez Thomas Griesa fallara a favor de grupos financieros especulativos conocidos como "fondos buitres", que desconocieron el acuerdo de reestructuración realizado entre el Estado argentino y sus acreedores luego de la Crisis argentina de 2001.